# Guipry-Messac
Guipry-Messac is een gemeente in het Franse departement Ille-et-Vilaine (regio Bretagne). De plaats maakt deel uit van het arrondissement Redon. Guipry-Messac is op 1 januari 2016 ontstaan door de fusie van de gemeenten Guipry en Messac. De gemeente telde 7.243 inwoners op 1 januari 2022.

## Geografie
De oppervlakte van Guipry-Messac bedroeg op 1 januari 2022 91,99 vierkante kilometer; de bevolkingsdichtheid was toen 78,7 inwoners per km².

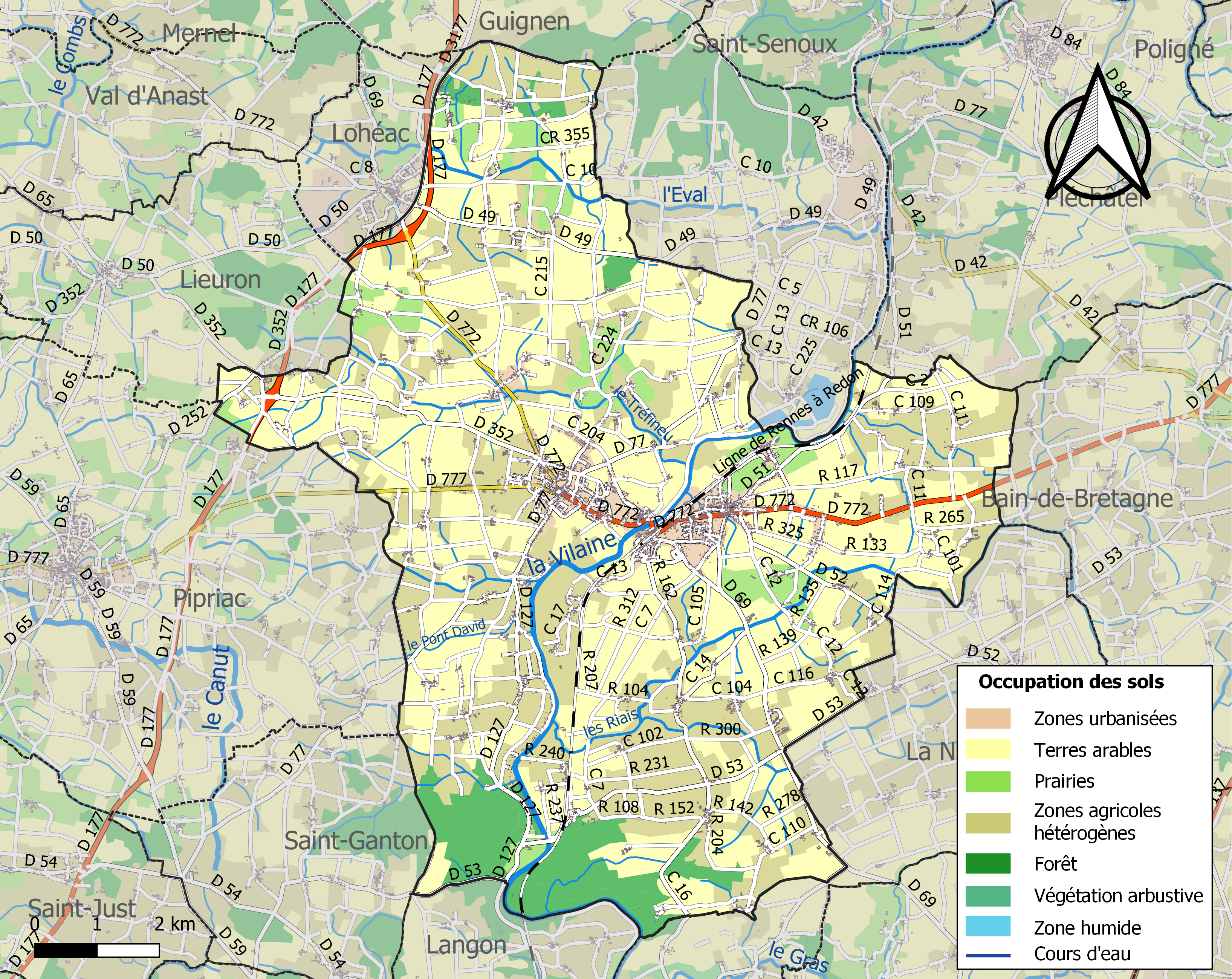
Kaart van de gemeente met belangrijkste infrastructuur, bodemgebruik en omliggende gemeenten

## Verkeer
In de gemeente ligt het spoorwegstation Messac-Guipry.